# Cuisse
Pour les articles homonymes, voir Cuisse (homonymie).

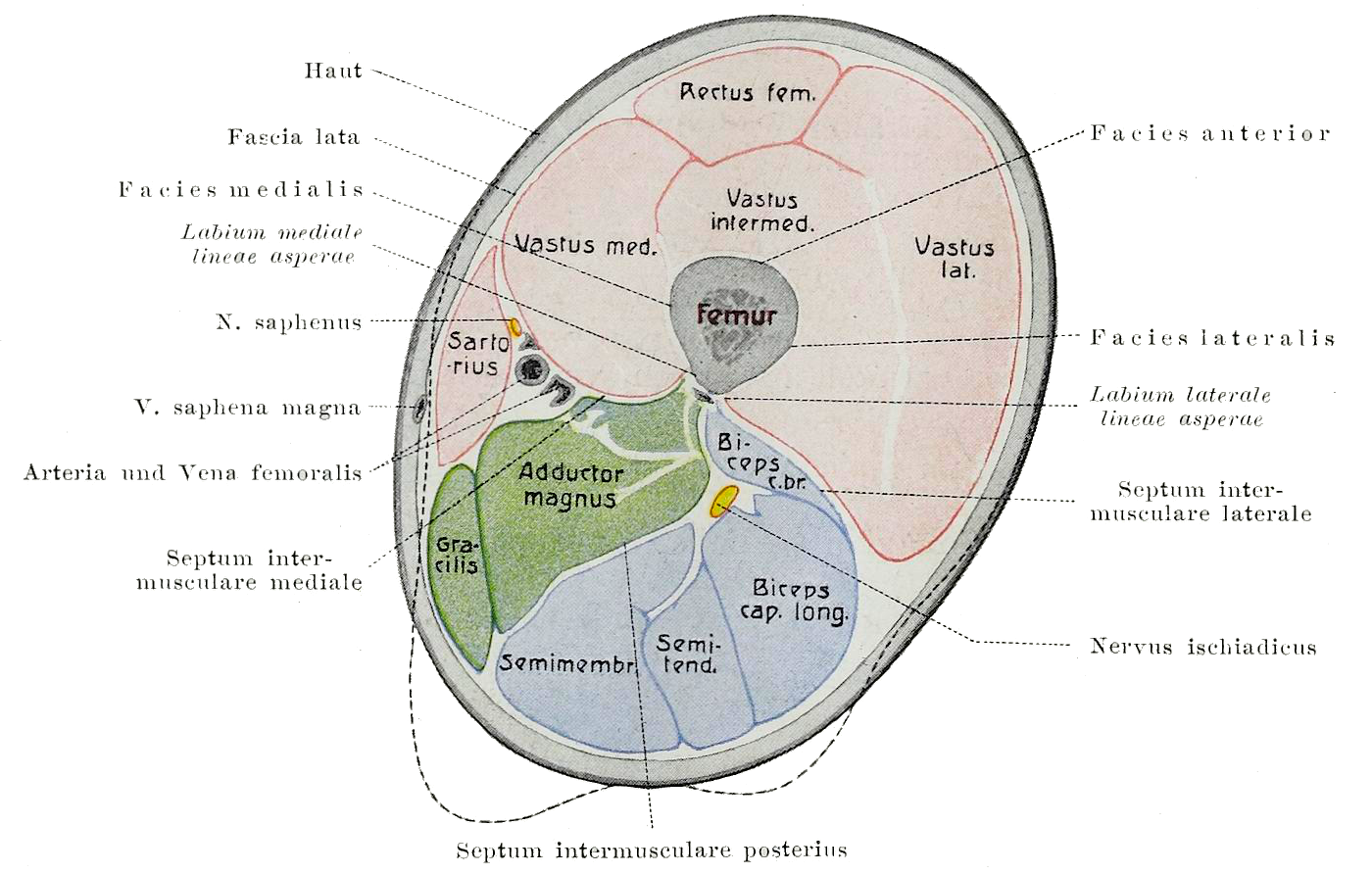
Vue en coupe de la cuisse (terminologie latine).

Chez les animaux, la cuisse désigne le segment supérieur du membre inférieur ou le haut de la patte, articulée à la hanche, souvent plus musculeux ou plus épais. Mais la cuisse du poulet, de l'humain, du cheval, du mouton (gigot), d'un bovin (culotte), d'un porc (jambon) d'un caprin ou d'un cervidé (cuissot) diffèrent notablement par leurs formes et aspects extérieurs.
La fonction des cuisses est essentiellement locomotrice. L'adjectif en rapport est fémoral (ou crural en ancienne nomenclature).

## Origine du mot, lexique
Le mot ancien français, cuisse, attesté dans la Chanson de Roland vers 1080,  provient du mot féminin latin cǒxa,æ nommant la hanche, l'os de la hanche et accessoirement le haut de la cuisse et la cuisse.
L'usage commun du mot favorise le cas pluriel, à l'instar des parties des membres inférieures ou du bas du corps, comme les pieds, les jambes, les mollets... à l'exception notable d'un diagnostic de blessure (à la cuisse) ou des expressions invoquant une ascendance ou filiation prestigieuse, par exemple, par la cuisse de Jupiter. L'entrecuisse représente l'espace entre les cuisses. Ce mot masculin au singulier s'écrivait au milieu du XVIe siècle entrecuisses.
Un cuissard, mot masculin attesté en 1571, ainsi que le mot féminin synonyme cuissière en ancien français du milieu XIIe siècle, représente la partie de l'armure du combattant protégeant la cuisse. Les cuissardes sont des bottes dont la tige couvre la cuisse. Le mot pluriel "(les) cuissettes est employé en Suisse romande, signifiant une culotte très courte qui ne couvre que le haut des cuisses ou un short.
Le cuissot, déjà présent fin XIIe siècle en ancien français, et sa variante graphique cuisseau, employée au milieu du XVIIe siècle, désigne une cuisse de gibier de grande taille. En boucherie bovine, le cuisseau est la partie du veau comprise entre la queue et le rognon. Dans la tradition médiéval d'Europe du Nord, le cuissot le duc représente la partie du corps du chef de guerre sacralisé, découpé lors du rite funéraire d'origine germanique et prise comme relique protectrice.
Le cuissage qualifie un droit féodal, essentiellement mythique, de suprématie sexuelle du seigneur auprès de l'épouse du vassal, du paysan esclave ou du domestique soumis, limité au(x) premier(s) jour(s) du mariage.

## Anatomie humaine

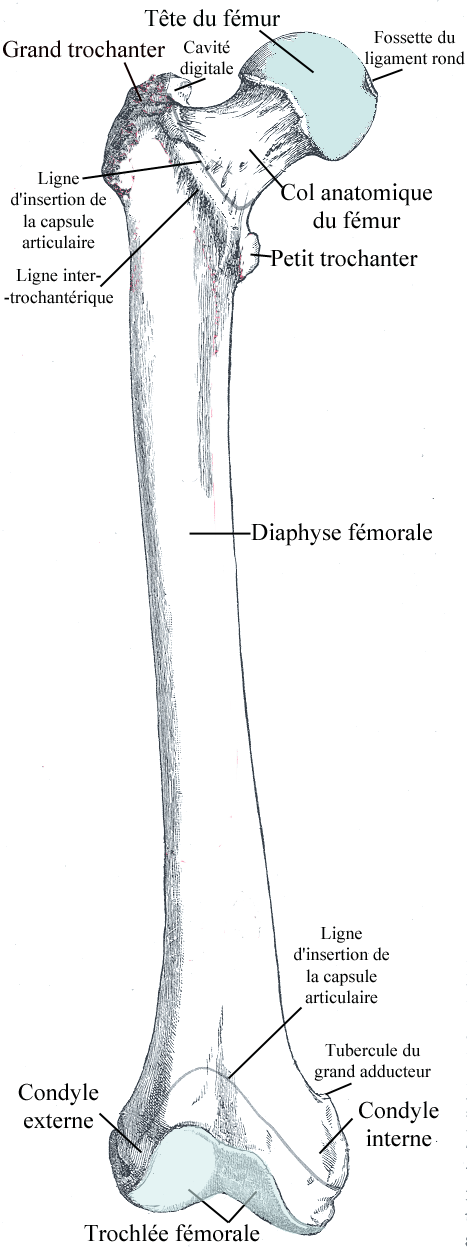
Fémur droit, face antérieure.

La cuisse est, chez l'homme, la partie du membre inférieur située entre la hanche et le genou. Elle est articulée sur le bassin à la partie supérieure et le genou à la partie inférieure, a une forme de cylindre et comporte un os central, le fémur, et une dizaine de muscles. 
La cuisse est reliée au tronc via la hanche en haut et à la jambe via le genou en bas. On lui décrit un squelette, une musculature, une vascularisation et une innervation.

### Squelette
Le fémur est l'unique os de la cuisse, et le plus long du squelette humain, particulièrement résistant aux forces de portance qu'il a à supporter. Comme tous les os longs, un corps (diaphyse) et deux extrémités (épiphyses) sont distingués.
L'extrémité crâniale est appelée la tête du fémur et elle est reliée au corps par le col. La tête : 2/3 de sphère d'un diamètre moyen de 25 mm. Recouverte de cartilage articulaire, elle est le lieu d'insertion du ligament triangulaire (qui relie le fémur à l'os iliaque).
Le col est fusiforme. Le grand et le petit trochanter sont observés. Sur la face postérieure du corps fémoral, il y a la ligne âpre, lieu d'insertion de nombreux muscles.
L'extrémité distale est composée des deux condyles fémoraux. Ceux-ci s'articulent avec le tibia et la patella (ou rotule) pour former l'articulation du genou.

### Musculature

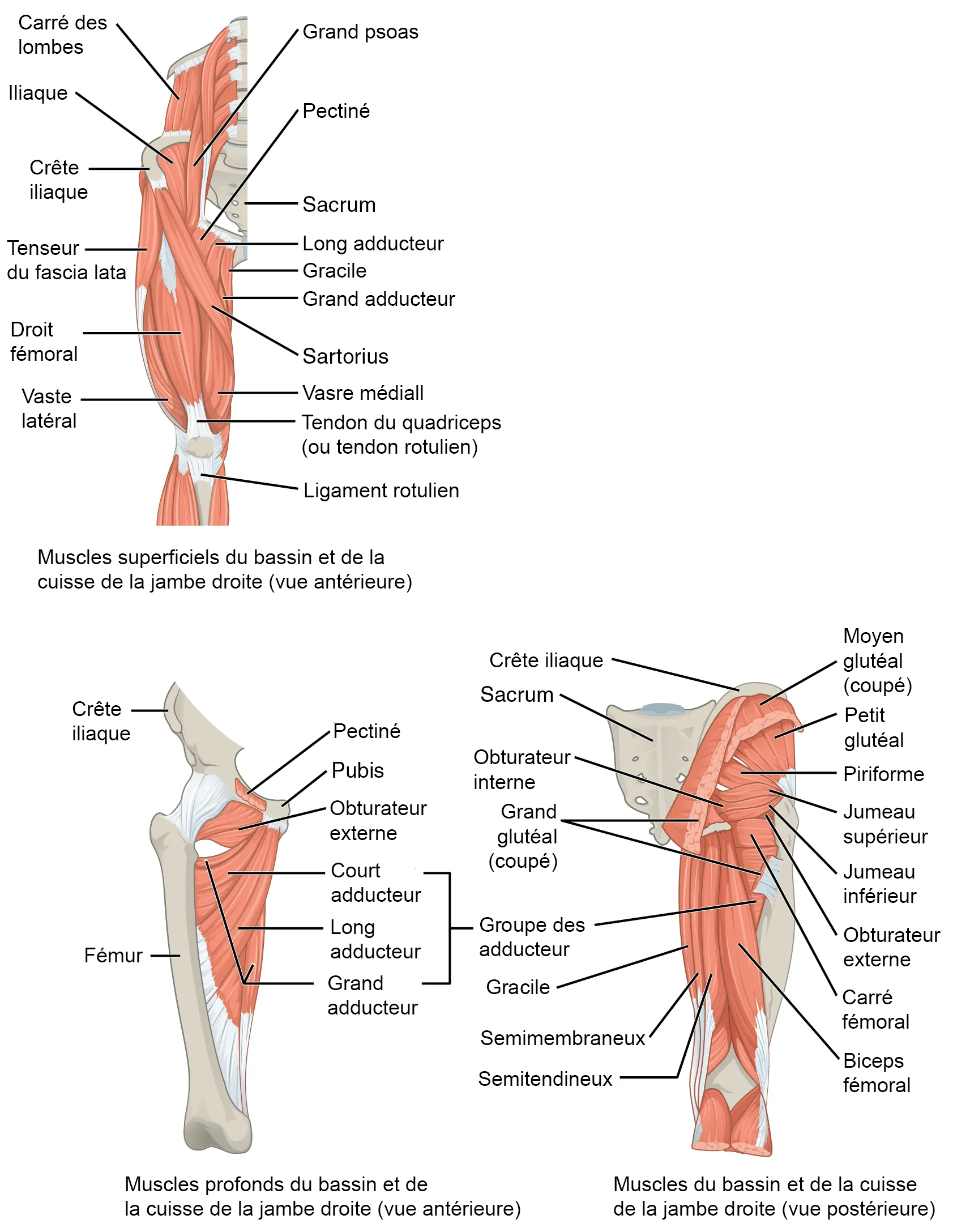
Muscle de la cuisse

Les muscles de la cuisse sont répartis en trois loges situées au sein du fascia lata : la loge antérieure, la loge médiale et la loge postérieure.
La loge antérieure est occupée par deux muscles extenseurs : le sartorius (ou couturier) et le quadriceps fémoral. Ce dernier est composé de quatre chefs : droit fémoral (ou droit antérieur), vaste médial, vaste latéral et vaste intermédiaire (ou crural). Le muscle articulaire du genou (ou sous-crural) fait également partie de cette loge.
La loge médiale contient cinq muscles adducteurs : le pectiné, le gracile (ou droit interne de la cuisse), le long adducteur (ou moyen adducteur), le court adducteur (ou petit adducteur) et le grand adducteur.
La loge postérieure comporte trois muscles fléchisseurs ou ischio-jambiers : le biceps fémoral, le semi-tendineux et le semi-membraneux.

### Vascularisation

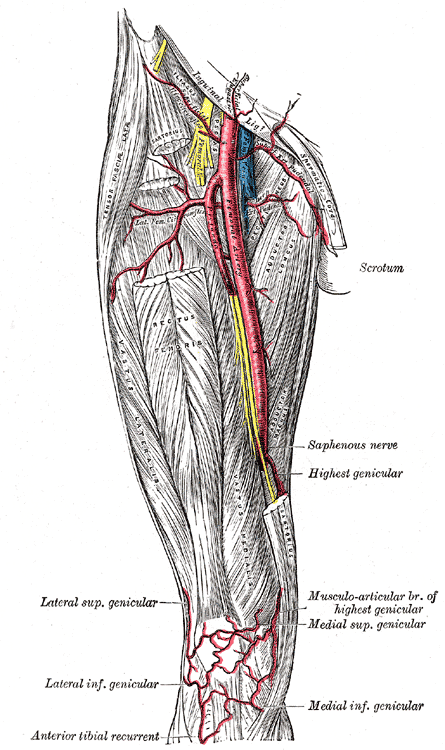
Vaisseaux et nerfs de la cuisse droite, vue antérieure.

L'artère qui vascularise la cuisse est l'artère fémorale avec notamment sa principale branche, l'artère profonde de la cuisse, qui donne des branches circonflexes, perforantes et musculaires. L'artère fémorale donne également des branches musculaires et se continue au niveau du genou avec l'artère poplitée.
La veine qui draine la cuisse est la veine fémorale, qui fait suite à la veine poplitée au niveau du genou. Elle reçoit la veine profonde de la cuisse, la veine grande saphène et les veines circonflexes. La veine profonde de la cuisse est située contre l'artère correspondante, en profondeur. La veine grande saphène est superficielle et se jette dans la veine fémorale en haut de la cuisse (crosse de la saphène).

### Innervation
Les différents nerfs de la cuisse sont issus du plexus lombaire ou du plexus sacré.
Les principaux nerfs issus du plexus lombaire sont les nerfs cutané latéral de la cuisse, fémoral et obturateur. Le nerf cutané latéral de la cuisse est responsable de l'innervation sensitive de la portion latérale de la cuisse. Le nerf fémoral est le principal responsable de l'innervation motrice des muscles de la loge antérieure, et de l'innervation sensitive de la face antérieure de la cuisse. Il donne également une branche, le nerf saphène, à destination de la jambe. Le nerf obturateur est essentiellement responsable de l'innervation motrice des muscles de la loge médiale et de l'innervation sensitive d'une partie de la face interne de la cuisse.
Les principaux nerfs issus du plexus sacré sont les nerfs sciatique et cutané postérieur de la cuisse. Le nerf cutané postérieur de la cuisse permet l'innervation sensitive de la face postérieure de la cuisse. Le nerf sciatique permet l'innervation motrice des muscles de la loge postérieure. Il se divise en deux branches, les nerfs tibial et fibulaire commun qui sont dirigés vers la jambe.

## Éléments de clinique et de pathologie

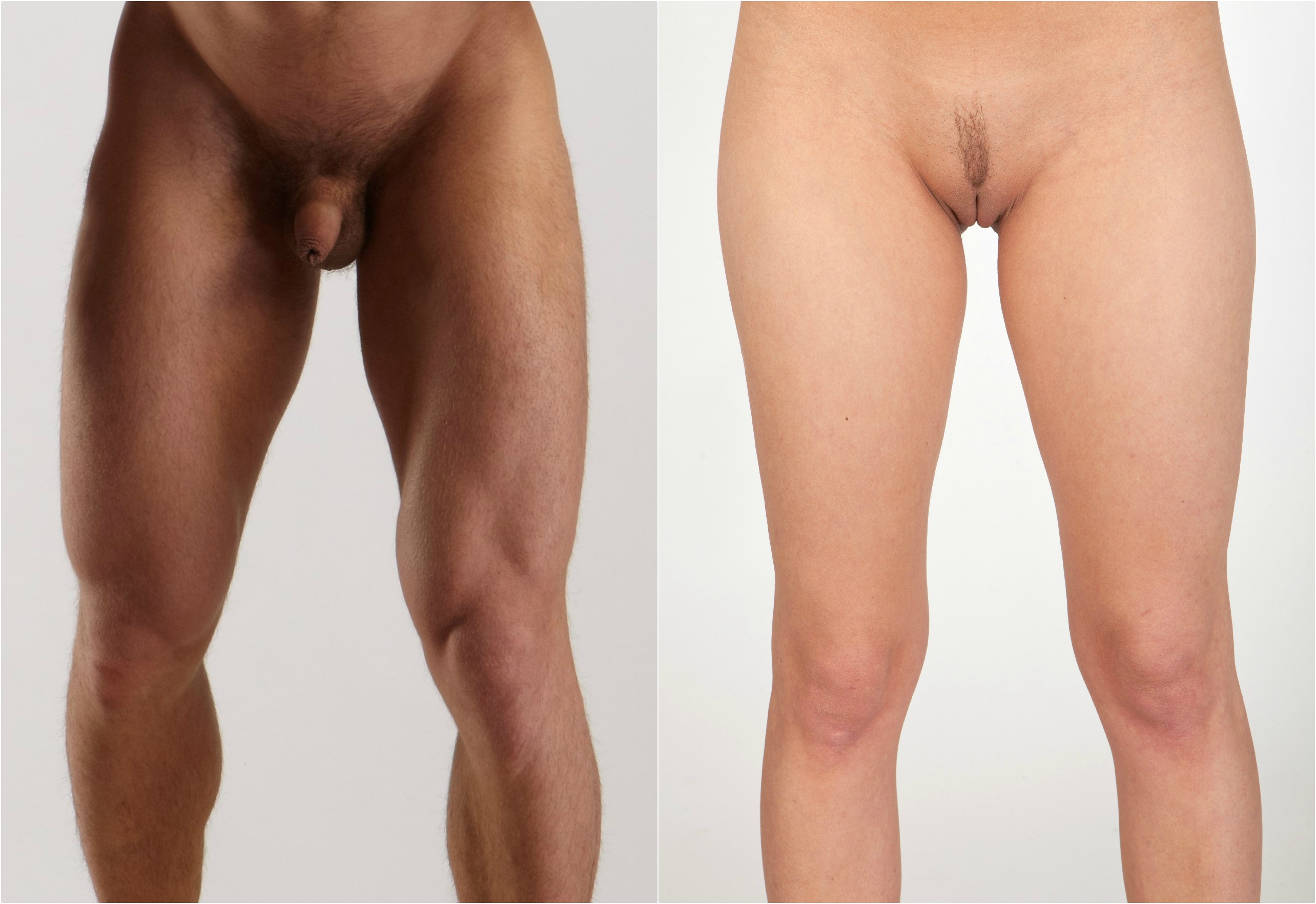
Cuisses chez l'humain.

La cuisse s'étudie facilement sur un individu déshabillé. L'examen des deux cuisses est comparatif.
Cliniquement, on recherche une amyotrophie par la mesure du tour de la cuisse au mètre ruban, on recherche une parésie par la manœuvre de Mingazzini.
La recherche de points musculaires douloureux chez un sportif, ainsi que des mouvements douloureux évoquant une contracture, une élongation, une déchirure musculaire ou un hématome musculaire.

## Examens complémentaires
- Le fémur est accessible à l'examen radiologique standard.
- Les artères et les veines sont explorées par injection de produit de contraste (artériographie et phlébographie).
- Les muscles sont explorés par échographie et IRM.